# Ostrôžky
Ostrôžky jsou horský krajinný celek v oblasti Slovenského středohoří. Ostrožky jsou tvořeny vulkanickými horninami a jejich pyroklastiky, na severovýchodní straně granodiority jádrového pásma. Podobně jako ostatní celky Slovenského středohoří i Ostrôžky vznikly v průběhu neogénu v důsledku rozsáhlé sopečné činnosti. Mají stratovulkanickou stavbu – stavbu vrstvených sopek.
Ostrôžky sousedí s Krupinskou planinou, pohořími Javorie, Veporskými vrchy, Revúckou vrchovinou. Dále pak sousedí s Jihoslovenskou kotlinou (podcelky Zvolenská kotlina, Lučenská kotlina a Ipeľská kotlina).
Vrchovinový reliéf sopečného pohoří Ostrôžky má charakter náhorní planiny nakloněné mírně na jih, kterou hluboce zaříznutá údolí toků rozčlenila na menší celky. Mezi Tisovníkem a potokem Madačka je rozsocha (vedlejší hřeben) Pálenisko (769 m n. m.), mezi Madačkou a Tuhárským potokem je rozsocha Braliec (817 m n. m.), mezi Tuhárským a Budínským potokem je rozsocha Jasan (771 m n. m.) a mezi Budinským a Kriváňským potokem je rozsocha Uhliarska (647 m n. m.). Ostrôžky kromě nejsevernější části celé patří do historické oblasti Novohrad. Hranice mezi Novohradem a Zvolenskou župou probíhala po hlavním hřebeni Ostrôžek (Pľutov vrch (741 m n. m.), Šrobka (525 m n. m.), atd.). Nejvyšším bodem Ostrôžok je Ostrôžka (877 m n. m.). Nejvyšším bodem Ostrôžok na území Novohradu je Javor (821 m n. m.).
Analýza říční sítě ukazuje na někdejší intenzivní zlomové pohyby. Pohoří je bohaté na pozůstatky sopečné činnosti (Budinská skala, Kamenné vrata). V Tuháru se nachází jediný mramorový lom na Slovensku.
Ostrôžky patří většinou k oblasti mírně teplého horského klimatu. Hydrograficky většinou patří k povodí Ipeľu. Pohoří pro svůj většinou plošinový ráz poskytuje relativně vhodné podmínky pro zemědělskou činnost.